# Tuvana-i-Colo
Tuvana-i-Colo, vielfach auch als Tuvana-i-Tholo bezeichnet, ist eine unbewohnte Koralleninsel im Südosten des Inselstaates Fidschi im Pazifischen Ozean. Die 1,7 km lange und knapp 0,4 km² große Insel liegt rund 25 km südlich von Ono-i-Lau, dem südlichsten bewohnten Atoll Fidschis, sowie 8 km ostnordöstlich des Nachbaratolls Tuvana-i-Ra und stellt somit das zweit-südlichste Atoll des Lau-Archipels dar. Sie ist vollständig von einem Saumriff umgeben.